# Resurse educaționale deschise

Versiunea în limba română a logo-ului global

## Definiție
Resursele educaționale deschise (Open Educational Resources) se referă la accesul deschis la resurse educaționale, facilitat de tehnologiile informației și comunicațiilor, pentru consultare, utilizare și adaptare de către comunitatea utilizatorilor, în scopuri necomerciale.
Termenul a fost adoptat la Forumul UNESCO din 2002, la care s-a analizat impactul pe care proiectele Open Courseware le au asupra învațământului superior.
Resursele educaționale deschise cuprind:
- materiale pentru predare - învățare: proiecte deschise (open courseware și open content), cursuri free, directoare de obiecte de învățare (learning objects), jurnale educaționale;
- software open source - pentru dezvoltarea, utilizarea, reutilizarea, căutarea, organizarea și accesul la resurse; includ si medii virtuale de învățare ( LMS - Learning Management Systems ), comunități de învățare;
- licențe de proprietate intelectuală care promovează publicarea deschisă a materialelor, principii de design și bune practici, localizarea conținutului.

## Avantaje
Tehnologiile informaționale permit educatorilor accesul și schimbul de resurse online. Pâna în urmă cu câțiva ani, majoritatea materialelor create erau protejate, necesitând autentificarea utilizatorilor. Astăzi cele mai multe resurse sunt create si publicate liber pe Web, făcând uz de sistemele colaborative Web 2.0. 
Putem compara conceptele de Resursele educaționale deschise cu Open Source Software. Așa cum Open Source permite utilizatorilor reutilizarea / modificarea sofware-ului, Resursele educaționale deschise permit utilizatorilor adaptarea materialelor și sistemelor pentru necesitățile de predare / învățare proprii. 
Studiile proiectului european in derulare OLCOS - Open e-Learning Content Observatory Services - relevă importanța resurselor educaționale deschise pentru învățamântul de bază, dar si pentru educația continuă, pentru dobandirea de către profesori, elevi / studenți, adulți, de competențe si cunostințe care să le permită participarea activă în societatea și economia bazate pe cunoaștere.
Resursele educaționale deschise implică o schimbare fundamentală în procesul educațional, contribuind la centrarea pe elev / student.

## Caracteristici ale resurselor educaționale deschise în format digital
Cele mai importante atribute ale unei resurse educaționale deschise în format digital au la bază caracteristici generice ale unui material suport pentru activități de învățare, îmbogățite prin posibilitățile oferite de noile tehnologii:
- „Integrare multimedia. Față de un material didactic convențional, un material digital poate fi o resursă multimodală care include simulări, imagini și filme didactice, animație, clipuri audio, text etc.
- Interacțiune cu conținutul. Posibilitatea de a interacționa cu conținutul, de a face alegeri, de a restructura, de a obține feedback rapid și obiectiv sunt esențiale pentru un plus de interes, participare activă, eficiență a învățării. În plus, în cazul unei resurse digitale, cel care învață poate controla (adesea): ritmul, succesiunea secvențelor de învățare, răspunsul, utilizarea rezultatelor, nivelul de dificultate, poziția elementelor, mărimea etc.
- Integrare de jocuri educative (serious games). Ideea unei apropieri între joc și activitățile de învățare propuse elevului poate fi transpusă relativ ușor în cazul resurselor educaționale digitale. În acest caz, comportamentul celui care învață determină parcursuri diferite în ce privește: ritmul, succesiunea secvențelor de învățare, răspunsul/ feedbackul, nivelul de dificultate.
- Interacțiune cu colegi și cu cadrul didactic. În cazul multor materiale educaționale digitale, colaborarea și competiția (sincronă sau asincronă) sunt aspecte care cresc motivația, semnificația și relevanța învățării. Situația didactică este construită pentru învățare socială. Posibilitatea de a lucra colaborativ poate fi intrinsecă resursei (facilitată de platforma pe care rezidă resursa) sau poate fi adăugată utilizând alte instrumente specializate (diigo, delicious, hypotesis etc.) care permit sublinieri/ evidențieri, decupaje și adnotări sociale, precum și feedback colegial pentru rezultatele sau produsele activității.
- Legături între resurse. Orice resursă deschisă în format digital poate fi integrată într-o suită de resurse cu o anumită logică didactică, constituindu-se astfel ușor diverse parcursuri, mulate pe nivelul, posibilitățile și interesele elevilor, intercalate eventual cu activități tradiționale/ convenționale de grup sau frontale. Mai mult, într-o perspectivă ideală, unde este oportun, o secvență din manual care susține o activitate de învățare are legături intradisciplinare și chiar interdisciplinare, făcând conexiuni cu alte secvențe din același manual sau din alte manuale, de la alte discipline și chiar de la alte niveluri de studiu.
- Instrumente și resurse suplimentare accesibile. Conținutul și sarcina de lucru prevăzute în mod curent într-o resursă educațională în format digital pot beneficia de variate resurse suplimentare din același mediu digital, care pot fi „apelate” pentru referință, exemplificare, aprofundare, consolidare sau aplicații. Acestea constau în dicționare online, enciclopedii tematice, culegeri de probleme și exerciții, filme explicative și simulări, ecranizări, texte de referință, spații virtuale pentru experimente sau explorări, spații ludice, comunități virtuale de învățare etc.
- Portofoliu de rezultate și de produse ale activității. Majoritatea aplicațiilor pentru crearea de resurse educaționale păstrează și/sau trimit pe email rezultatele activităților elevilor sau permit integrarea acestora în platforme de management al învățării pentru a fi evaluate, adnotate și notate. Păstrarea unor elemente relevante de portofoliu ale elevului este o soluție actuală, care face posibilă construirea unei imagini de ansamblu asupra parcursului învățării și realizarea de predicții asupra performanței ulterioare (learning analytics). De asemenea, accesul la rezultate – teste, răspunsuri la sarcini de lucru, rezolvări, eseuri, proiecte, prototipuri de produse, împreună cu notițele și comentariile profesorului – poate fi acordat întregului grup de elevi, altor profesori, părinților. Aceștia ar putea „derula” oricând parcursul de învățare pentru a identifica lacunele și pentru a opta pentru module remediale.
- Posibilitatea de adaptare, corectare, actualizare, completare, versionare facilă constituie una dintre cele mai importante caracteristici. Spre deosebire de materialele didactice în format fizic/ tipărit, resursele educaționale digitale, odată elaborate, pot fi modificate cu eforturi minime și redistribuite. Actualizările le poate face autorul sau alți profesori și pot consta în corecturi pe text, adăugiri și explicații, reformulări sau interpretări noi, contextualizare și personalizare, recorelări și ajustări în conformitate cu evoluția domeniului de cunoaștere, diversificări ale sarcinilor de lucru, recalibrări ale mecanismelor de interacțiune, reelaborări ale modalităților de feedback/ schimbări în scala de notare. Versiunile ameliorate pot ajunge instantaneu la elevi și la alte cadre didactice.” (Istrate, 2021)

## Proiecte
Universități de prestigiu din întreaga lume, colaborând în cadrul proiectului OpenCourseWare Consortium, permit accesul la materialele cursurilor in format text, audio, video, la discuțiile, subiectele de examen. Mișcarea a fost demarată de Massachusetts Institute of Technology în 2001, prin proiectul MIT Open Courseware. Făcând parte din OpenCourseWare Consortium, în 2006 Open University a lansat proiectul Open Learning.
În România, în pregătirea unei Biblioteci școlare virtuale prevăzute în Legea educației cu nr. 1/ 2011, art. 70 alin. 2, Inspectoratele Școlare Județene și Inspectoratul Școlar al Municipiului București au selectat, prin proceduri interne, resurse educaționale deschise.  Astfel, la nivelul celor 42 de instituții au fost identificate aproximativ 12.000 resurse educaționale cu caracter deschis. Paginile cu resurse sunt centralizate în cadrul proiectului CRED Arhivat în 5 martie 2021, la Wayback Machine.. 
De asemenea, în ultima perioadă, o serie de inițiative de susținere a dezvoltării de resurse educaționale deschise au avut ca rezultate ghiduri, tutoriale, articole pentru realizarea de RED, precum și platforme-portal cu resursele educaționale deschise elaborate de cadre didactice:
- Ghid practic de resurse educaționale și digitale pentru instruire online (coord. Gabriela Grosseck & Dana Crăciun, Universitatea de Vest)[3]
- Portal național de resurse educaționale deschise (cu sprijinul Institutului pentru Educație și Universității din București)[4]
- Portal comprehensiv cu materiale educaționale și instrumente digitale (cu sprijinul Ministerului Educației și Cercetării)[5]